# Paxillus validus
Paxillus validus är en svampart som tillhör divisionen basidiesvampar, och som beskrevs av C. Hahn. Paxillus validus ingår i släktet pluggskivlingar, och familjen Paxillaceae. Arten har ej påträffats i Sverige.